# Ranunculus inaequalis
Ranunculus inaequalis är en ranunkelväxtart som först beskrevs av Julin, och fick sitt nu gällande namn av S. Ericsson. Ranunculus inaequalis ingår i släktet ranunkler, och familjen ranunkelväxter. Inga underarter finns listade i Catalogue of Life.